# 辻竜平
辻 竜平（つじ りゅうへい、1968年6月29日 - ）は、日本の社会学者、近畿大学総合社会学部教授（社会学）。専門は、数理社会学、特に社会ネットワーク分析。Ph.D. (Social Science) (University of California, Irvine, 1999)。京都市生まれ。

## 活動
社会ネットワーク分析・社会関係資本・スモールワールドの観点から、社会的ジレンマの解決、一般的信頼を基軸とした都市・村落比較の研究を行ってきた。2000年代後半は、新潟県中越地震被災地の復旧・復興研究を行い、その結果をふまえた著書の出版（『中越地震被災地研究からの提言：未来の被災地のために』）を行った。2010年代以降は、社会関係資本が格差を縮めることができるかや、政策の成否に対する社会関係資本の効果についての科研費プロジェクトを実施し、佐藤嘉倫との編著『ソーシャル・キャピタルと格差社会』を出版した。これは，第13回日本NPO学会優秀賞を受賞した。また、日本におけるクラシック音楽の受容に関わる科研費プロジェクトも実施した。2010年代半ば以降は、時事問題の計量分析（「誰が『集団的自衛権』を容認したのか : 2014年松本市調査と2015年長野県調査の比較」）、社会階層と社会関係資本との関連（「社会関係資本が職業評定に与える効果」）、新型コロナウイルスに関わる計量分析（「新型コロナ禍における外出・対人接触の規定因とその変化：第1次緊急事態宣言から第3波初期まで」、「新型コロナウイルスのワクチン接種におけるピア・プレッシャー」）などを行っている。

## 略歴
- 1991年3月　関西学院大学社会学部卒業
- 1993年3月　関西学院大学大学院社会学研究科博士課程前期課程修了
- 1999年6月　Graduate Program in Social Network Analysis, School of Social Sciences, University of California, Irvine修了（Ph.D.）
- 2000年4月　東京大学大学院人文社会系研究科助手
- 2003年4月　明治学院大学専任講師
- 2006年4月　同助教授
- 2007年4月　同准教授
- 2008年10月　信州大学人文学部准教授
- 2016年4月　同教授
- 2017年4月　近畿大学総合社会学部教授

## 著書
- 辻 竜平，2011，『中越地震被災地研究からの提言：未来の被災地のために』ハーベスト社．
- 辻 竜平・佐藤嘉倫，2014，『ソーシャル・キャピタルと格差社会：幸福の計量社会学』東京大学出版会．（第13回日本NPO学会優秀賞受賞）

### 翻訳
- 『スモールワールド・ネットワーク：世界を知るための新科学的思考法』（阪急コミュニケーションズ 2004）
- 『社会ネットワーク分析の発展』（NTT出版 2007）[3]
- 『スモールワールド・ネットワーク：世界をつなぐ「6次」の科学〔増補改訂版〕』（ちくま学芸文庫 2016）